# Isojärvi (sjö i Finland, Egentliga Finland, lat 60,17, long 23,37)
Isojärvi är en sjö i Finland. Den ligger i Salo stad i landskapet Egentliga Finland, i den södra delen av landet, 90 km väster om huvudstaden Helsingfors. Isojärvi ligger 76 meter över havet. I omgivningarna runt Isojärvi växer i huvudsak barrskog. Arean är 17 hektar och strandlinjen är 2,35 kilometer lång. Sjön  ingår i Kisko ås och Bjärnå å huvudavrinningsområde. 